# Ajay Kumar Saroj
Ajay Kumar Saroj (né le 1er mai 1997 à Prayagraj) est un athlète indien, spécialiste des courses de demi-fond.

## Carrière
Le 19 juillet 2016, il porte le record national junior à 3 min 44 s 96 à Bydgoszcz.
Le 7 juillet 2017, il remporte le titre du 1500 m lors des Championnats d'Asie à Bhubaneswar.

## Palmarès
| Date | Compétition                    | Lieu              | Résultat | Épreuve | Temps         |
| ---- | ------------------------------ | ----------------- | -------- | ------- | ------------- |
| 2014 | Jeux olympiques de la jeunesse | Nankin            | 5e       | 1 500 m | 3 min 45 s 92 |
| 2016 | Championnats d'Asie juniors    | Hô-Chi-Minh-Ville | 1er      | 1 500 m | 3 min 57 s 55 |
| 2016 | Championnats du monde juniors  | Bydgoszcz         | 5e       | 1 500 m | 3 min 49 s 52 |
| 2017 | Championnats d'Asie            | Bhubaneswar       | 1er      | 1 500 m | 3 min 45 s 85 |
| 2019 | Championnats d'Asie            | Doha              | 2e       | 1 500 m | 3 min 43 s 18 |
| 2023 | Championnats d'Asie            | Bangkok           | 1er      | 1 500 m | 3 min 41 s 51 |
| 2023 | Jeux asiatiques                | Hangzhou          | 2e       | 1 500 m | 3 min 38 s 94 |

## Records
| Épreuve | Épreuve   | Performance   | Lieu     | Date            |
| ------- | --------- | ------------- | -------- | --------------- |
| 1 500 m | Plein air | 3 min 36 s 47 | Budapest | 19 août 2023    |
| 1 500 m | En salle  | 3 min 40 s 56 | Valence  | 25 janvier 2023 |